# 第20回ニューヨーク映画批評家オンライン賞
20th NYFCO Awards

2021年1月26日

作品賞: 

ミナリ
第20回ニューヨーク映画批評家オンライン賞（だい20かいニューヨークえいがひひょうかオンラインしょう）は2020年の映画を対象としており、2021年1月26日に発表された。

## 受賞一覧

### 作品賞トップ10
※1位以外は原題のアルファベット順
- 1位 ― 『ミナリ』
  - 『The Assistant』
  - 『First Cow』
  - 『もう終わりにしよう。』
  - 『17歳の瞳に映る世界』
  - 『ノマドランド』
  - 『あの夜、マイアミで』
  - 『プロミシング・ヤング・ウーマン』
  - 『Tommaso』
  - 『シカゴ7裁判』

### 監督賞
- クロエ・ジャオ - 『ノマドランド』

### 主演男優賞
- リズ・アーメッド - 『サウンド・オブ・メタル 〜聞こえるということ〜』

### 主演女優賞
- キャリー・マリガン - 『プロミシング・ヤング・ウーマン』

### 助演男優賞
- レスリー・オドム・Jr - 『あの夜、マイアミで』

### 助演女優賞
- エレン・バースティン - 『私というパズル』
- ユン・ヨジョン - 『ミナリ』

### アンサンブル演技賞
- 『シカゴ7裁判』

### 脚本賞
- エメラルド・フェネル - 『プロミシング・ヤング・ウーマン』

### ブレイクスルー演技賞
- キングズリー・ベン＝アディル - 『あの夜、マイアミで』
- マリア・バカローヴァ - 『続・ボラット 栄光ナル国家だったカザフスタンのためのアメリカ貢ぎ物計画』

### 新人監督賞
- エメラルド・フェネル - 『プロミシング・ヤング・ウーマン』

### 撮影賞
- ジョシュア・ジェームズ・リチャーズ - 『ノマドランド』

### 音楽賞
- 『マ・レイニーのブラックボトム』

### アニメ映画賞
- 『ソウルフル・ワールド』

### 外国語映画賞
- 『ミナリ』 アメリカ合衆国

### ドキュメンタリー映画賞
- 『大統領のカメラマン』